# Vila Roberta Schneidera
Vila Roberta Schneidera je funkcionalistický rodinný dům v Olomouci-Lazcích postavený v letech 1930–1931 podle návrhu architekta Bertyho Ženatého ve stylu typizovaného amerického rodinného domku. Je zapsaná v Ústředním seznamu nemovitých kulturních památek České republiky.

## Historie
Vila byla postavena pro ředitele pobočky Moravské životní pojišťovny Roberta Schneidera a jeho rodinu jako jeden ze tří realizovaných návrhů architekta Ženatého pro olomoucké klienty (dalšími jsou vila Václava Novotného v Olbrachtově 9 a vila Bedřicha Bašného ve Vlkově 16). Zakázku zprostředkoval zlínský stavitel Bohuslav Kubánek.
V době výstavby vily architekt Berty Ženatý publikoval svou knihu Americké domečky (1931), ve které zúročil své zkušenosti z desetiletého pobytu v USA a pokusil se o typologii amerického rodinného domu. Tyto zkušenosti přenesl také do návrhu svých rodinných domů ve Zlíně a v Olomouci, včetně vily Roberta Schneidera. 

## Popis
Dvoupodlažní podsklepená zděná stavba z neomítaných cementových cihel se nachází na nevelké parcele uprostřed vilové čtvrti. Krychlovou stavbu s plochou střechou skrytou za převýšenou atikou doplňuje v zahradní části přidaná hmota zimní zahrady, nad níž se nachází terasa a v suterénu garáž. Na boční jihovýchodní fasádě je výrazně propsáno komínové těleso interiérového krbu.
Mezi prvky, které architekt převzal z typového amerického rodinného domu 20. let 20. století, patří posuvná okna, maximální propojení obytných prostor, moderní zařízení kuchyně, vestavěný nábytek a horkovzdušné vytápění.

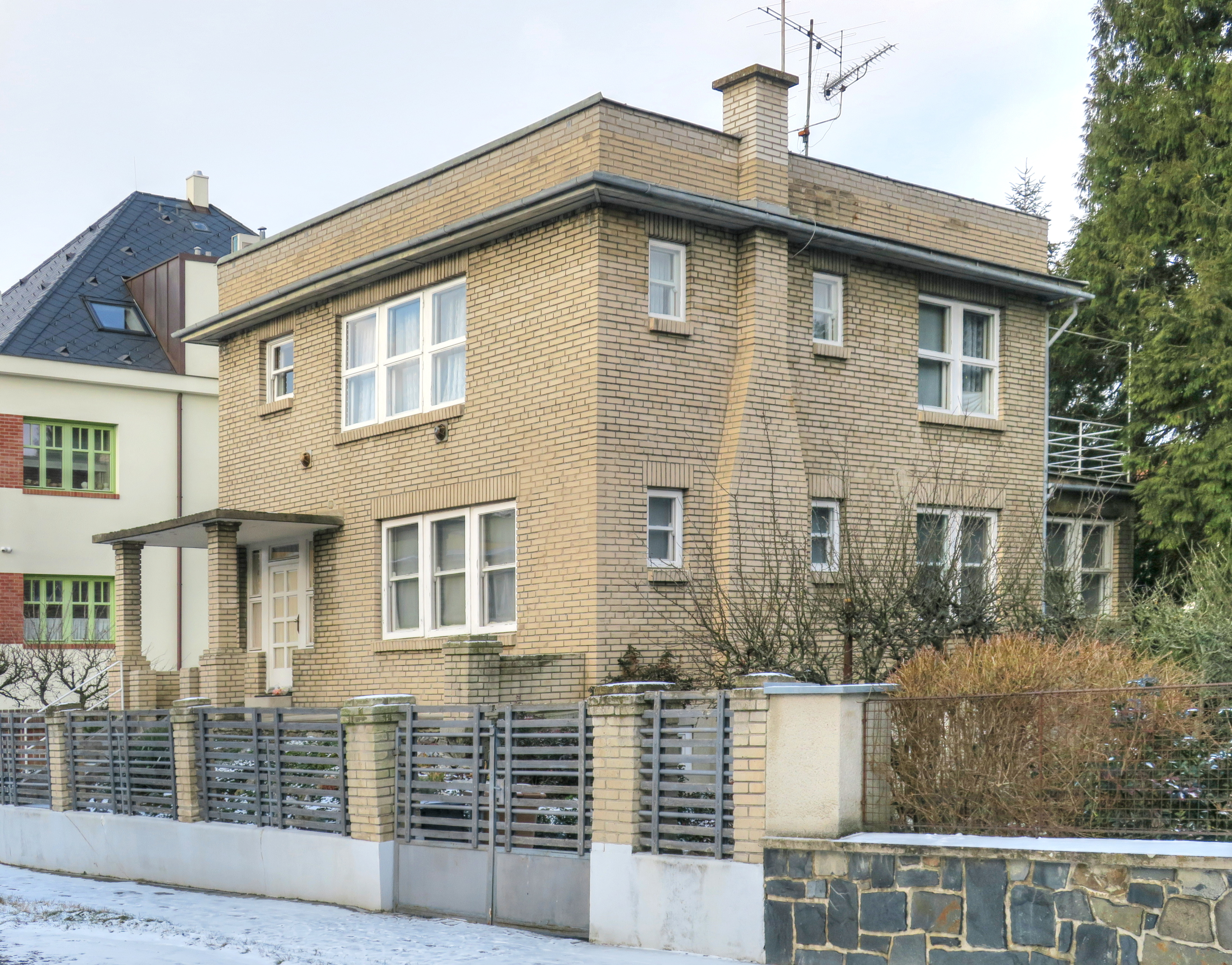
Pohled od jihovýchodu